# Ramūnas Birštonas
Ramūnas Birštonas ist ein litauischer Rechtsanwalt und Professor.

## Leben
Ramūnas Birštonas absolvierte das Masterstudium der Rechtswissenschaft und promovierte 2007 zum Thema Duomenų bazių teisinė apsauga an der Mykolo Romerio universitetas (MRU). Er leitet das Institut der Ziviljustiz als Direktor an der MRU in Vilnius. Er arbeitete als Berater des Vorsitzenden der Abteilung der Zivilsachen am Lietuvos Aukščiausiasis Teismas. Seit 2003 lehrt er an der Rechtsfakultät und ist jetzt Professor an er MRU. Von 2003 bis 2004 war er Beamter bei Kalėjimų departamentas. Er arbeitet als Rechtsanwalt in der Rechtsanwaltskanzlei Raulynaitis, Žemkauskienė ir partneriai.